# Ministère de la Culture, du Tourisme et de l'Aviation civile
 (septembre 2022).
Le ministère de la Culture, du Tourisme et de l'Aviation civile (MCTAC) est l'organisme gouvernemental chargé de promouvoir le tourisme, la culture et la participation du secteur privé au Népal. Il sert également d'organisme de réglementation de l'aviation népalaise. Le ministère est situé à Katmandou, dans le Singha Durbar.

## Histoire
Le ministère du Tourisme est créé en 1978 par le gouvernement du Népal. L'aviation civile et de la culture y sont respectivement rattachés en 1982 et 2000. Cette structure a été dissoute en 2008, lorsque le ministère a été divisé en deux : d'une part, le ministère du Tourisme et de l'Aviation civile, de l'autre le ministère de la Culture et de la Restructuration de l'État. En 2012, le ministère a repris sa forme complète.

## Structure interne
Le Ministère de la Culture, du Tourisme et de l'Aviation civile comprend plusieurs départements et divisions internes :
- Autorité de l'aviation civile du Népal
- Département d'archéologie
- Compagnie aérienne du Népal
- Comité national du développement et de la conservation des lacs
- Division de la sûreté aérienne
- Département du Tourisme
- Académie népalaise du tourisme et de la gestion hôtelière (ANTGH)
- Office du tourisme du Népal

## Anciens ministres de la Culture, du Tourisme et de l'Aviation civile
Voici une liste des anciens ministres de la Culture, du Tourisme et de l'Aviation civile depuis l'élection de l'Assemblée constituante népalaise en 2013 :
|    | Nom                                  | Parti politique                                                                  | Début du mandat   | Fin du mandat               |
| -- | ------------------------------------ | -------------------------------------------------------------------------------- | ----------------- | --------------------------- |
| 1  | Bhim Acharya                         | PCN (MLU)                                                                        | 25 février 2014   | 13 septembre 2014           |
| 2  | Deepak Chandra Amatya                | PCN (MLU)                                                                        | 14 septembre 2014 | 22 mai 2015                 |
| 3  | Kripasur Sherpa                      | PCN (MLU)                                                                        | 23 mai 2015       | 12 octobre 2015             |
| 4  | Ananda Pokharel                      | PCN (MLU)                                                                        | 5 novembre 2015   | 4 août 2016                 |
| 5  | Jeevan Bahadur Shahi                 | Congrès népalais                                                                 | 26 août 2016      | 8 mai 2017                  |
| 6  | Jitendra Narayan Dev                 | Népal Loktantrik Forum                                                           | 8 mai 2017        | 14 février 2018             |
| 7  | Rabindra Prasad Adhikari,            | PCN (MLU) jusqu'au 17 mai 2018 Parti communiste du Népal à partir du 17 mai 2018 | 16 mars 2018      | 27 février 2019 (par décès) |
| 8  | Khadga Prasad Oli,(Premier ministre) | Parti communiste du Népal                                                        | 1 mars 2019       | 30 juillet 2019             |
| 10 | Yogesh Bhattaraï                     | Parti communiste du Népal                                                        | 31 juillet 2019   | 20 décembre 2020            |
| 11 | Bhanu Bhakta Dhakal                  | PCN (MLU)                                                                        | 25 décembre 2020  | 4 juin 2021                 |
| 12 | Uma Shankar Aragriya                 | Parti socialiste populaire                                                       | 4 juin 2021       | 22 juin 2021                |
| 13 | Lila Nath Shrestha                   | PCN (MLU)                                                                        | 24 juin 2021      | 12 juillet 2021             |
| 14 | Prem Ale                             | PCN (socialiste unifié)                                                          | 8 octobre 2021    | 29 juin 2022                |
| 15 | Jeevan Ram Shrestha                  | PCN (socialiste unifié)                                                          | 30 juin 2022      | Titulaire actuel            |